# Walter Brito Neto
Wálter Correia de Brito Neto (Campina Grande, PB, 1 de setembro de 1982), mais conhecido como Wálter Brito Neto é um político brasileiro. Então deputado federal, ficou famoso em dezembro de 2008, após ser o primeiro parlamentar do Brasil a perder seu cargo por infidelidade partidária.[carece de fontes?]

## Carreira
Eleito vereador suplente aos 18 anos em Campina Grande, elegeu-se como titular no cargo para o mandato 2005-2008, pelo então PFL. Nas eleições de 2006, tornou-se suplente de deputado federal, assumindo o mandato em 01 de novembro de 2007 em virtude da renúncia de Ronaldo Cunha Lima.
No entanto, Walter Brito Neto já havia, a essa época, trocado o seu partido, quando da mudança de nome deste, pelo PRB, o que o fez ser alvo de um pedido de perda do mandato por parte de sua antiga legenda, baseado nas novas interpretações do Tribunal Superior Eleitoral (TSE) a cerca do Direito Eleitoral.[carece de fontes?]
Membro da chamada "bancada evangélica", desde os tempos de vereador foi um crítico do Movimento LGBT, fazendo duras críticas aos projetos de leis que igualariam os direitos civis de homossexuais.
Em certa ocasião, quando tentava falar com o ministro José Múcio Monteiro, chegou a ser barrado por seguranças do Palácio do Planalto, que duvidavam que ele fosse um deputado, devido à sua aparência mais jovem que a sua idade real, e ao fato de ser então um desconhecido no meio político.
Após o TSE determinar a perda de seu mandato, referendada mais tarde pelo Supremo Tribunal Federal, o episódio de sua cassação se transformou numa enorme queda de braço entre o Legislativo e o Judiciário, com a recusa do presidente da Câmara dos Deputados, Arlindo Chinaglia, em declarar a vacância do cargo.
Após meses de polêmica, em 18 de dezembro de 2008, Major Fábio foi empossado em seu lugar.
Em 2015, tentou se filiar ao novo partido de Marina Silva, a Rede Sustentabilidade mas foi recusado por ser contrário à união homoafetiva.